# Чху Кьон Мі
Чху Кьон Мі (кор. 추경미, 秋景美, Chu Gyeong-mi, Chu Kyoung-mi, 12 червня 1986) — корейська біатлоністка, учасниця чемпіонатів світу з біатлону та кубка світу.

## Кар'єра в Кубку світу
- Дебют в кубку світу — 29 листопада 2006 року в індивідуальній гонці в Естерсунді — 84 місце.

Чху бере участь в етапах кубка світу останні 5 років. Однак покищо їй не вдавалося піднятися вище 71 місця. Саме 71-й час показала Чу в індивідуальній гонці у фінському Лахті на етапі кубка світу в сезоні 2006–2007.

## Виступи на чемпіонатах світу
| Рік  | Міце проведення | Інд | Спр | Пр | МС | Ест | ЗМ |
| 2007 | Антхольц        | 86  |     |    |    |     |    |
| 2009 | Пхьончхан       | 91  | 104 |    |    | 17  |    |
| 2011 | Ханти-Мансійськ | 86  | 94  |    |    | 19  |    |

## Статистика стрільби
| № п/п | Сезон     | Загальна        | Індивідуальна гонка | Спринт         | Гонка переслідування | Мас-старт   | Естафета       |
| ----- | --------- | --------------- | ------------------- | -------------- | -------------------- | ----------- | -------------- |
| 1     | 2006-2007 | 75,3 %(128/170) | 78,8 % (63/80)      | 80,0 % (48/60) | 0,0 % (0/0)          | 0,0 % (0/0) | 56,7 % (17/30) |
| 2     | 2008-2009 | 79,4 % (81/102) | 75,0 % (15/20)      | 80,0 % (16/20) | 0,0 % (0/0)          | 0,0 % (0/0) | 80,6 %(50/62)  |
| 3     | 2009-2010 | 77,1 % (64/83)  | 77,5 % (31/40)      | 65,0 % (13/20) | 0,0 % (0/0)          | 0,0 % (0/0) | 87,0 % (20/23) |
| 4     | 2010-2011 | 79,2 % (57/72)  | 75,0 % (30/40)      | 70,0 % (7/10)  | 0,0 % (0/0)          | 0,0 % (0/0) | 90,9 % (20/22) |

## Виноски
1. ↑  В дужках наведена кількість влучних пострілів та загальна кількість пострілів. В статистиці стрільби рахуються постріли, які здійснив біатлоніст на етапах кубка світу та чемпіонаті світу